# 이노우에 엔료
이노우에 엔료 (井上 円了/圓了、いのうえ えんりょう)는 1858년 3월 18일 - 1919년 6월 6일)는 일본의 불교 철학자, 교육자이다.
철학을 다양한 관점을 기르는 학문으로 보고, 철학관(현 도요 대학 )을 설립했다. 또한 미신을 타파하는 입장에서 요괴를 연구하여 「요괴학 강의」등을 저술하여 유령 박사, 요괴 박사로 불리곤 했다.

## 생애
1858년, 에치고국 나가오카 번령의 산토군(현 니가타현 나가오카시)의 절[慈光寺]에서 태어났다. 아명은 岸丸. 아버지는 엔고(円悟), 어머니는 이쿠(イク).
16세에 나가오카양학교에 입학하여 난학을 배웠다. 1877년, 히가시혼간지 교사학교에 입학했고 히가시혼간지의 지원으로 도쿄대학 예비문에 입학했다. 이후 도쿄대학 철학과에 진학했다.
1885년 졸업후 히가시혼간지로 돌아가지 않고 교육부에서 일을 시작했다. 국가주의의 입장에서 불교개혁 호국애리(護国愛理) 등을 주장하며 저술활동을 시작했다. 미신 타파를 위해 노력했으며 철학 보급을 위해 도요 대학의 전신이 된 철학관(哲学館)을 설립했다.
철학관의 정식대학 인가와 졸업자에게 교원 자격을 주는 건에 대해 교육부와 대립한 철학관 사건 이후 엔료는 철학관대학 학장직과 京北중학교 교장직을 그만두고 일선에서 물러났다. 이후 도요타마군에 철학당 공원을 직접 건축하여 이곳을 거점으로 순회 강연을 지속했다. 1918년 강연차 갔던 만주 다롄시에서 뇌일혈로 사망했다. .

## 업적
철학관 설립

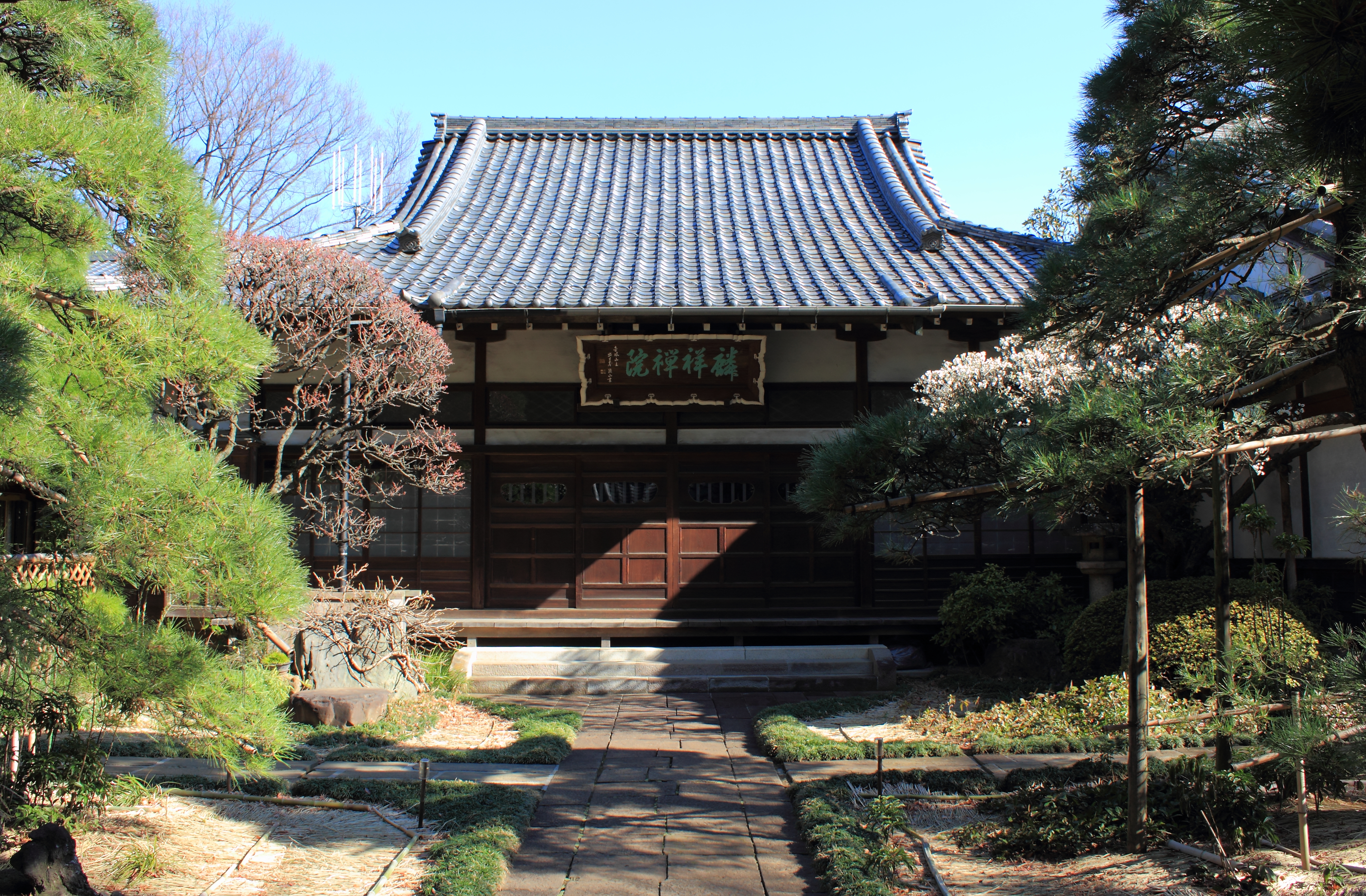
麟祥院

1887년 麟祥院에서 철학관을 설립했고 이것이 철학관 대학을 거쳐 도요 대학이 되었다. 엔료는 평생 순회강연을 다니며 고등교육기관에 기부를 역설했다.
케이호쿠 학교 설립
1899년 케이호쿠 중학교(京北中学校)를 설립했고 현재 도요대학 부속 중고등학교[東洋大学京北中学校・高等学校]로 남아있다. 1908년 케이호쿠 실업학교를 설립했고 이것은 京北学園白山高等学校로 남아있다.
철학회(哲学会) 창설
1884년 도쿄대 철학과 출신들이 모여 만든 학회이다. 현재 도쿄대 철학연구소를 중심으로 활동중이다.
불교개혁운동
진리금침『真理金針』, 불교활론서설『仏教活論序論』 등의 저작을 통해 기독교를 비판하고 불교를 개량하여 불교를 문명국의 종교로 정립시키는 것을 목표로 삼았다. 엔료는 호국애리 「護国愛理」를 주창했으며 이는 도요 대학의 건학정신이 되었다 .
기독교와 미신을 비판할 뿐 아니라 불교에 대한 여러 공격을 막으려 노력하는 과정에서 오늘날의 눈으로 보면 미신에 가까운 주장도 꽤 있다. 영혼이 있다거나, 우주 비행은 불가능하다거나, 생명의 기원이나 진화론을 부정한다던가 하는 것이 그러하다. .
정교사 설립
1888년 도쿄에 설립한 정치평론단체이다. 기관지로 일본인『日本人』, 아시아『亜細亜』, 일본과 일본인『日本及日本人』을 발행했다. 맹목적 서구화를 멈추고 서구문명을 소화한 뒤 취사선택하라는 입장을 가지고 있었던 일종의 국수주의 단체였다. 1945년에 해체되었다.
철학당 설립

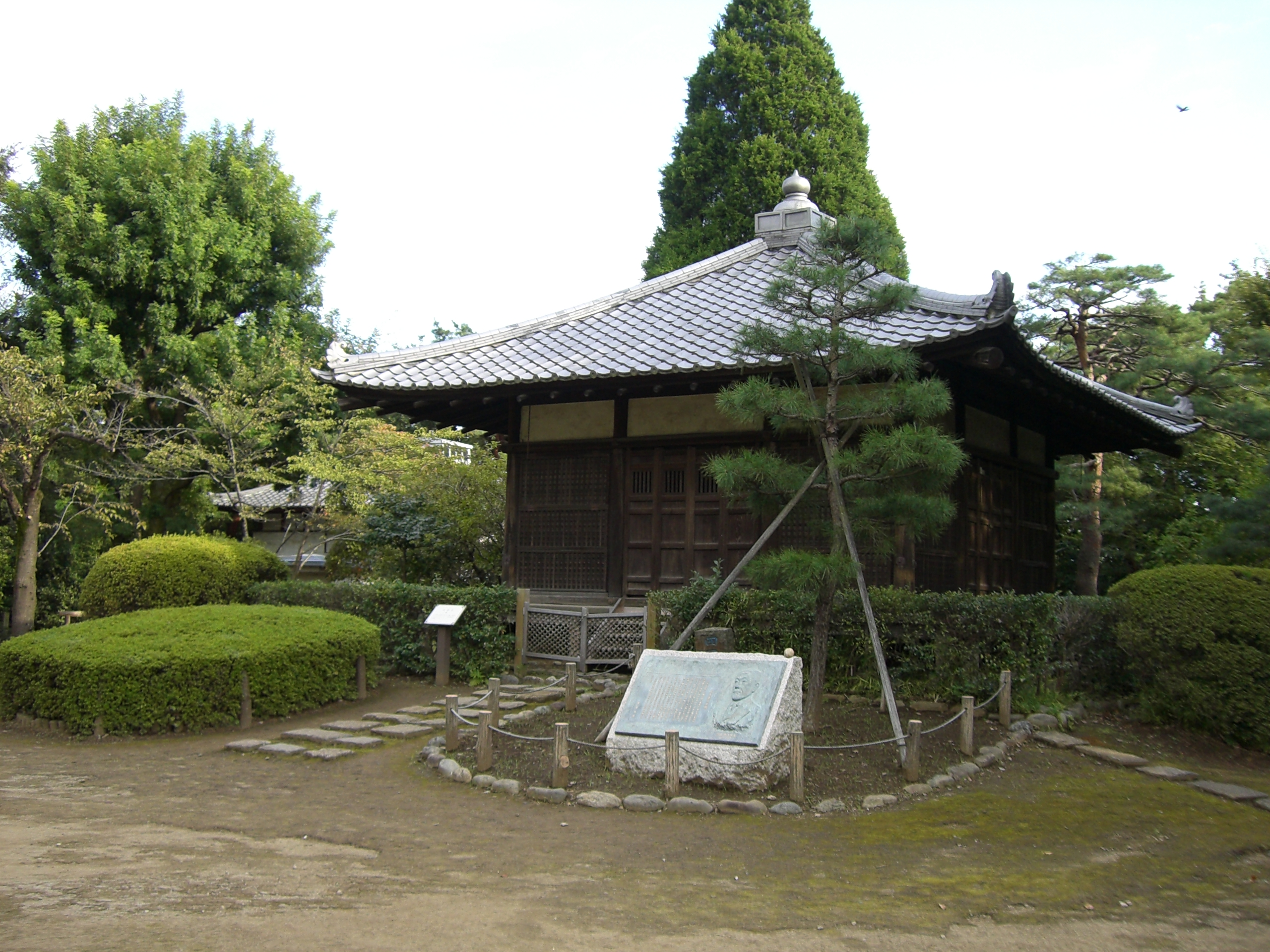
사성당(철학당)

엔료는 철학의 네 성인으로 소크라테스, 칸트, 공자, 석가를 모신 사성당을 세우고 이것을 철학당이라 불렀으며 그것이 공원 이름으로 정착했다. 1912년 완공되었고 이 건물들은 현존한다. 공원의 언덕이나 다리 등의 이름을 철학에서 따와 엔료의 사상을 엿볼 수 있다.
요괴연구
비판적 관점으로 요괴연구를 수행했다. 요괴를 진괴真怪, 가괴仮怪, 오괴誤怪, 위괴偽怪 등으로 분류했고 이중 자연현상으로 인해 발생한 가괴의 경우 과학적으로 해명이 가능하다고 생각했다. 진괴는 과학으로 설명이 안되는 것, 오괴는 공포나 오인 등의 심리에 의한 것, 위괴는 인위적으로 만들어 낸 것으로 정의했다.
테이블 터닝 en:Table-turning의 수수께끼를 과학적으로 설명하기도 했다. 이후 체계적인 요괴연구는 江馬務나 야나기타 쿠니오로 이어진다.
사회교육과 평생교육을 주장
철학을 통한 문명개화를 지향했다. 돈이 없거나 시간이 없어 교육받지 못하는 사람도 배울 수 있는 방법으로 1888년 관외원 제도를 운영하고 철학관강의록을 발행했다. 이것은 일본 통신교육의 효시이다. 또 졸업해도 계속 배워야한다고 생각해 전국 각지에서 강연회를 진행했다. 평생교육의 관점이고 波多野完治보다도 빨랐다. 관외원들은 중국에까지 퍼져있었다.

## 저서

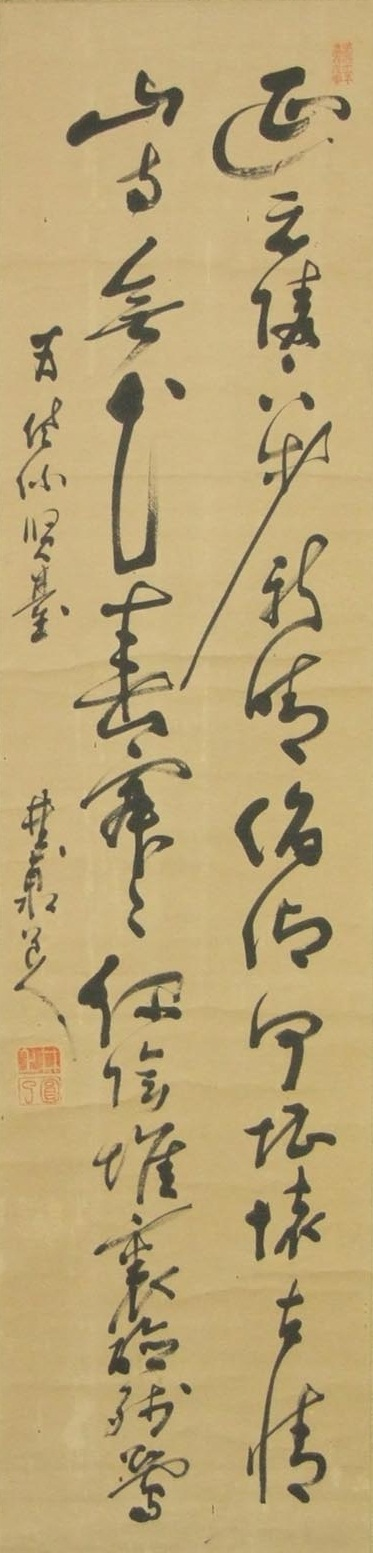
엔료의 휘호

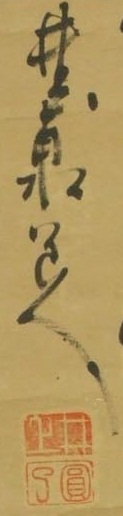
엔료의 서명

단행본 만 160 권에 이른다. 아래는 엔료 선집 목차.
- 第1巻 - 『哲学一夕話』（第1・2・3編）、철학요령『哲学要領』（前・後編） 、『純正哲学講義』（哲学総論） 、『哲学一朝話』、『哲学新案』
- 第2巻 - 『哲学早わかり』、『哲界一瞥』、『哲窓茶話』、『奮闘哲学』
- 第3巻 - 진리금침『真理金針』（初・続・続々編）、불교활론서론『仏教活論序論』
- 第4巻 - 『仏教活論本論』 第1編 破邪活論、『仏教活論本論』 第2編 顕正活論、『活仏教』
- 第5巻 - 『仏教通観』、『仏教大意』、『大乗哲学』
- 第6巻 - 『日本仏教』、『真宗哲学序論』、『禅宗哲学序論』、『日宗哲学序論』
- 第7巻 - 『純正哲学講義』、『仏教哲学』、『印度哲学綱要』、『仏教理科』、『破唯物論』
- 第8巻 - 『宗教新論』、『日本政教論』、『比較宗教学』、『宗教学講義 宗教制度』、『宗教哲学』
- 第9巻 - 『心理摘要』、『通信教授 心理学』、『東洋心理学』
- 第10巻 - 『仏教心理学』、『心理療法』、『活用自在 新記憶術』
- 第11巻 - 『倫理通論』、『倫理摘要』、『日本倫理学案』、『忠孝活論』、『勅語玄義』、『教育総論』、『教育宗教関係論』
- 第12巻 - 「館主巡回日記」（『哲学館講義録』等） 、『南船北馬集』（第1・2・3編）
- 第13巻 - 『南船北馬集』（第4・5・6・7・8編）
- 第14巻 - 『南船北馬集』（第9・10・11・12編）
- 第15巻 - 『南船北馬集』（第13・14・15・16編）
- 第16巻 - 『妖怪学講義』（第1・2分冊）
- 第17巻 - 『妖怪学講義』（第3・4分冊）
- 第18巻 - 『妖怪学講義』（第5・6分冊）
- 第19巻 - 『妖怪玄談』、『妖怪百談』、『続妖怪百談』、『霊魂不滅論』、『哲学うらない』、『改良新案の夢』、『天狗論』、『迷信解』
- 第20巻 - 『おばけの正体』、『迷信と宗教』、『真怪』
- 第21巻 - 『外道哲学』、『妖怪学』、『妖怪学講義録』、『妖怪学雑誌』、『妖怪学関係論文等』
- 第22巻 - 『外道哲学』
- 第23巻 - 『欧米各国政教日記』（上編）、『欧米各国政教日記』（下編） 、『西航日録』、『南半球五万哩』
- 第24巻 - 『星界想遊記』、『円了随筆』、『円了茶話』、『円了漫録』、『日本周遊奇談』
- 第25巻 - 『甫水論集』、『円了講話集』、初期論文

## 같이 보기
- 미즈키 시게루
- 량치차오
- 한용운